# René Guichard (militaire)
Pour les articles homonymes, voir René Guichard et Guichard.
René Adolphe Dominique Guichard, né le 26 octobre 1880 à Brabant-en-Argonne et mort le 20 février 1974 à Sanary-sur-Mer, est un militaire français.

## Biographie
Fils de Prosper Guichard et de Marie Alexine Grandpierre, René Guichard est engagé au 25e Régiment d'Artillerie le 29 novembre 1895. Il est nommé sous-lieutenant le 1er octobre 1909, puis lieutenant le 1er octobre 1911.
Il devient élève pilote le 18 novembre 1912 et obtient le brevet de pilote militaire no 343 le 23 août 1913. Il est nommé commandant de l'escadrille V 21 de la fin décembre 1914 au 28 octobre 1916. Nommé capitaine le 3 septembre 1915, il est affecté à l'Inspection du Ministère de la Guerre du 27 février 1917 au 6 novembre 1918, puis à la base aérienne 702 Avord du 6 au 29 novembre 1918, avant d'être nommé commandant du centre d'Autrecourt dépendant de la Ve Armée.
En milieu d'année 1920, René Guichard fait partie en tant que chef-pilote d'une mission française dont le but est d'aider à développer l'embryonnaire armée de l'air colombienne. Il est à ce titre affecté à l'école d'aviation de Flandes, département de Tolima, officiellement activée le 15 février 1921.

## Distinctions
- Chevalier de la Légion d'honneur
- Croix de guerre
- Trois citations à l'ordre de l'armée